# Grzegorz Jankowski (sędzia)
Grzegorz Edmund Jankowski (ur. 9 lutego 1955 w Gorzowie Wielkopolskim, zm. 26 października 2023) – polski prawnik i polityk, były wicewojewoda szczeciński i zachodniopomorski, a także sędzia, prezes Wojewódzkiego Sądu Administracyjnego w Szczecinie w latach 2013–2023.

## Życiorys
Ukończył w 1978 studia na Wydziale Prawa Uniwersytetu im. Adama Mickiewicza. Przez kolejne trzy lata pracował w Prokuraturze Rejonowej w Szczecinie. W 1981 stanął na czele komitetu założycielskiego „Solidarności” w Prokuraturze Wojewódzkiej w Szczecinie. Wchodził w skład prezydium Tymczasowej Komisji Krajowej Prokuratorów „S”. Po wprowadzeniu stanu wojennego w związku z niepodpisaniem deklaracji lojalności został usunięty z pracy. W latach 80. pracował jako radca prawny, prowadząc obsługę lokalnych spółdzielni. Zajmował się także organizowaniem pomocy prawnej osobom represjonowanym, kolportował wydawnictwa niezależne, działał w niejawnych strukturach NSZZ „S”, współpracował z Komitetem Helsińskim.
W 1989 był asystentem ubiegającego się o mandat poselski Jerzego Zimowskiego. Krótko pełnił funkcję delegata rządu ds. samorządu w województwie szczecińskim. W 1992 założył własną kancelarię radcowską. Zaangażował się w działalność polityczną w ramach Unii Demokratycznej i następnie Unii Wolności. W latach 90. kierował regionalnymi strukturami tych ugrupowań. W wyborach w 1997 kandydował na urząd senatora RP w województwie szczecińskim z ramienia UW, a w 2001 bez powodzenia ubiegał się o mandat poselski.
W rządzie Jerzego Buzka był wicewojewodą szczecińskim i następnie pierwszym wicewojewodą zachodniopomorskim. W 2002 został powołany na stanowisko sędziego Naczelnego Sądu Administracyjnego. W 2013 objął funkcję prezesa Wojewódzkiego Sądu Administracyjnego w Szczecinie, którym kierował do 2023.
Został pochowany na cmentarzu Centralnym w Szczecinie

## Odznaczenia
- Krzyż Kawalerski Orderu Odrodzenia Polski (pośmiertnie, 2023)[6]
- Krzyż Wolności i Solidarności (2011)[7]
- Srebrny Krzyż Zasługi (2002)[8]
- Odznaka Honorowa za Zasługi dla Samorządu Terytorialnego (2015)[9]